# Walter Scharwenka
Walter Gerhard Scharwenka (* 21. Februar 1881 in Berlin; † 9. Juli 1960 ebenda) war ein deutscher Komponist und Organist.

## Leben
Walter Gerhard Scharwenkas Vater war der Komponist und Musikpädagoge Philipp Scharwenka, ein Bruder von Xaver Scharwenka, seine Mutter die Geigerin und Musikpädagogin  Marianne Stresow. Scharwenka begann seine musikalische Ausbildung 1897, im Alter von 16 Jahren: am  Berliner Klindworth-Scharwenka-Konservatorium studierte er Orgel bei Franz Grunicke (1841–1913) und erhielt von seinem Vater Klavier- und Kompositionsunterricht. 1901 gab er in seiner Heimatstadt sein erstes öffentliches Orgelkonzert und verschaffte sich bald einen ausgezeichneten Ruf als Organist.
1903 fand Scharwenka in Templin eine Anstellung als Organist, Gesangslehrer und Leiter des dortigen Musikvereins. 1906 kehrte er nach Berlin zurück, um dort das Amt des Organisten an der Paul-Gerhardt-Kirche in Berlin-Schöneberg zu bekleiden und – bis 1914 – als Lehrer am Klindworth-Scharwenka-Konservatorium zu arbeiten. Von 1907 bis 1916 war er in Dahlem als Organist und Chorleiter der St.-Annen-Kirche sowie als Musiklehrer am Gertrauden-Lyzeum tätig. Von 1916 bis 1918 nahm er als Soldat am Ersten Weltkrieg teil.
Als die bauliche Fertigstellung der Lukaskirche in Berlin-Steglitz im Jahr 1919 bevorstand, bewarb sich Scharwenka im April des Jahres erfolgreich auf die dort neu einzurichtende Kirchenmusikerstelle. Er gründete dort noch im gleichen Jahr den „Lukas-Kirchenchor“, auf den die heutige „Lukas-Kantorei Berlin“ zurückgeht. Walter Scharwenka entfaltete an der Lukas-Kirche ein reges musikalisches Leben, mit allmonatlichen Abendmusiken und der Aufführung großer Oratorienwerke. Ende 1936 übernahm er die Leitung des Klindworth-Scharwenka-Konservatoriums, dessen jüdischer Direktor, Robert Robitscheck im August 1935 wegen „nicht arischer“ Herkunft aus der Reichsmusikkammer ausgeschlossen worden war, die Leitung des Konservatoriums abgeben musste und  sich durch Emigration in die USA der weiteren Verfolgung durch die nationalsozialistischen Behörden entzog. Walter Scharwenka leitete das Konservatorium bis zu seinem Tod 1960. Danach wurde der Betrieb wegen Unwirtschaftlichkeit eingestellt. Walter Scharwenkas in den Jahren 1930 bis 1938 nachdrücklich betriebene Ernennung zum Musikdirektor kam aus äußeren Gründen nicht zustande. Während des Zweiten Weltkrieges gelang es ihm, die kirchenmusikalische Arbeit an der Lukaskirche aufrechtzuerhalten. In diese Kriegs- und Nachkriegszeit datieren insbesondere seine Kompositionen für Frauenchor und Orgel, hatte doch der Lukas-Kirchenchor durch den Krieg Verluste unter den Männerstimmen hinnehmen müssen.
Walter Scharwenka komponierte eine Oper, Harfen-, Orgel- und Klavierstücke, Chorwerke, Motetten, Lieder und zwei recht populäre Choralkantaten.  Viele diese Kompositionen existierten nur in handschriftlicher Form und fielen 1943 der Zerstörung des Wohnhauses der Familie Scharwenka zum Opfer. Einige der Chorkompositionen haben sich im Notenarchiv der Lukas-Kirche erhalten. Scharwenkas große Liebe galt jedoch zeitlebens der Orgel, insbesondere „seiner“ P. Furtwängler & Hammer-Orgel in der Lukas-Kirche, die dort teilweise im heutigen Instrument enthalten ist.
1950 wurde Scharwenka in den Ruhestand versetzt, übte aber unverändert sein Kirchenmusikeramt an der Lukas-Kirche aus. Obschon ihm nach einer schweren Erkrankung zu Beginn des Jahres 1960 von den Ärzten dringend von körperlicher Belastung abgeraten wurde, war Scharwenkas Tatendrang ungebrochen. Vermutlich infolge solcher Überlastung starb Walter Scharwenka am 9. Juli 1960.